# 한국 중부
한국 중부(韓國中部)는 남북으로 긴 한국(한반도)을 북부·중부·남부로 크게 3등분할 때에 사용되는 말로, 위도상으로는 대략 북위(北緯) 37° ~ 39°에 해당하며, 흔히 '중부 지역'이라고 일컫는다. 따라서 중부 지역은 일반적으로 경기 지방(서울·경기도), 관동 지방(강원도) 및 해서 지방(황해도)을 가리킨다.
대한민국 초·중등 교과서 등에는 군사분계선 북쪽에 있는 해서 지방을 북부 지역으로 분류하고, 호서 지방(충청도)을 중부 지역으로 분류하는 경향이 강하다.

## 역사
10세기 초에 고려가 수도를 이 지역의 개성(開城)에 둠으로써 명실상부한 한반도의 중심적 기능을 하게 되었다. 14세기 말에 조선이 한강 유역의 한양으로 수도를 옮긴 후 현재까지 서울이 수도의 기능을 담당하고 있다.

## 해당 지역
- 경기 지방(京畿地方) - 서울특별시 · 경기도 · 인천광역시 · 개성시
- 관동 지방(關東地方) - 강원특별자치도 · 강원도 (북)
- 해서 지방(海西地方) - 황해남도 · 황해북도

## 주요 도시
- 경기 지방
  - 서울특별시
  - 인천광역시
  - 수원시 : 경기도의 도청 소재지
- 관동 지방
  - 춘천시 : 강원특별자치도의 도청 소재지
  - 원주시
  - 강릉시
- 해서 지방
  - 해주시 : 황해남도의 도청 소재지
  - 사리원시 : 황해북도의 도청 소재지

### 분단에 따른 변동
- 개성시 : 원래 경기 지방의 도시이다. 한국 전쟁의 휴전 협정에 따라 군사분계선 이북 지역이 되었다.
- 원산시 : 원래 한국 북부의 함경남도에서 가장 남쪽에 위치한 도시였으나, 1946년 9월에 강원도 (북)로 편입되어 강원도 (북)의 도청 소재지가 되었다.[1]

## 같이 보기
- 한국 남부
- 한국 북부